# أوليغاريو بنكويرينسا
أوليجاريو بنكويرينكا (بالبرتغالية: Olegário Benquerença‏)، من مواليد 18 أكتوبر 1969 في البرتغال، حكم كرة قدم برتغالي.
حكم في الكثير من البطولات أهمها دوري أبطال أوروبا و كأس العالم لكرة القدم 2006 و كأس الأمم الأوروبية لكرة القدم 2008 و كأس العالم لكرة القدم 2010.

## روابط خارجية
- أوليغاريو بنكويرينسا على موقع IMDb (الإنجليزية)
- أوليغاريو بنكويرينسا على موقع Soccerway.com (الإنجليزية)
- أوليغاريو بنكويرينسا على موقع عالم كرة القدم.نت (الإنجليزية)